# István Hevesi
István Hevesi   (Eger, 2 d'abril de 1931 - Budapest, 9 de febrer de 2018) va ser un waterpolista i nedador hongarès que va competir durant la dècada de 1950.
El 1956 va prendre part en els Jocs Olímpics d'Estiu de Melbourne, on va guanyar la medalla d'or en la competició de waterpolo. Quatre anys més tard, als jocs de Roma, guanyà la medalla de bronze en la mateixa competició.
En el seu palmarès també destaquen dos campionats d'Europa de waterpolo, el 1954 i 1958, i tres campionats nacionals de natació dels 4x200 metres lliures. Va jugar 73 partits internacionals amb la selecció hongaresa.